# 星宮村
星宮村（ほしみやむら）は埼玉県の北部、北埼玉郡に属していた村。

## 地理
- 河川：忍川、星川

## 歴史
- 1889年（明治22年）4月1日 町村制施行により、池上村、下川上村、上池守村、下池守村、中里村、小敷田村、皿尾村が合併し北埼玉郡星宮村が成立する[1]。旧村は星宮村の大字となる。
- 1955年（昭和30年）
  - 7月20日 行田市へ編入する[1][2]。
  - 10月1日 行田市の一部（池上・下川上）が熊谷市へ編入する[1][3]。

## 村名の由来
- 村内を流れている、星川と古宮用悪水路の「星」と「宮」の一字ずつ取り、星宮村とした[1]。